# Epithisanotia sanctijohannis
Epithisanotia sanctijohannis là một loài bướm đêm trong họ Noctuidae.